# Винклер, Генрих Август
Генрих Август Винклер (нем. Heinrich August Winkler; род. 19 декабря 1938, Кёнигсберг) — немецкий историк. Внук историка Августа Серафима, правнук психиатра Теодора Тилинга.

## Биография
После окончания гимназии в Ульме изучал историю, политологию, философию и публичное право в Мюнстере, Гейдельберге и Тюбингене. В 1970 году защитил докторскую диссертацию и стал профессором в Свободном университете Берлина. С 1972 по 1991 профессор Фрайбургского университета. С 1991 года до ухода на пенсию в 2007 возглавлял кафедру современной истории в Берлинском университете имени Гумбольдта.
Член Социал-демократической партии Германии.

## Награды
- 2016 — Лейпцигская книжная премия за вклад в европейское взаимопонимание за четырёхтомный труд «История Запада»[3].